# Hermitagetheater

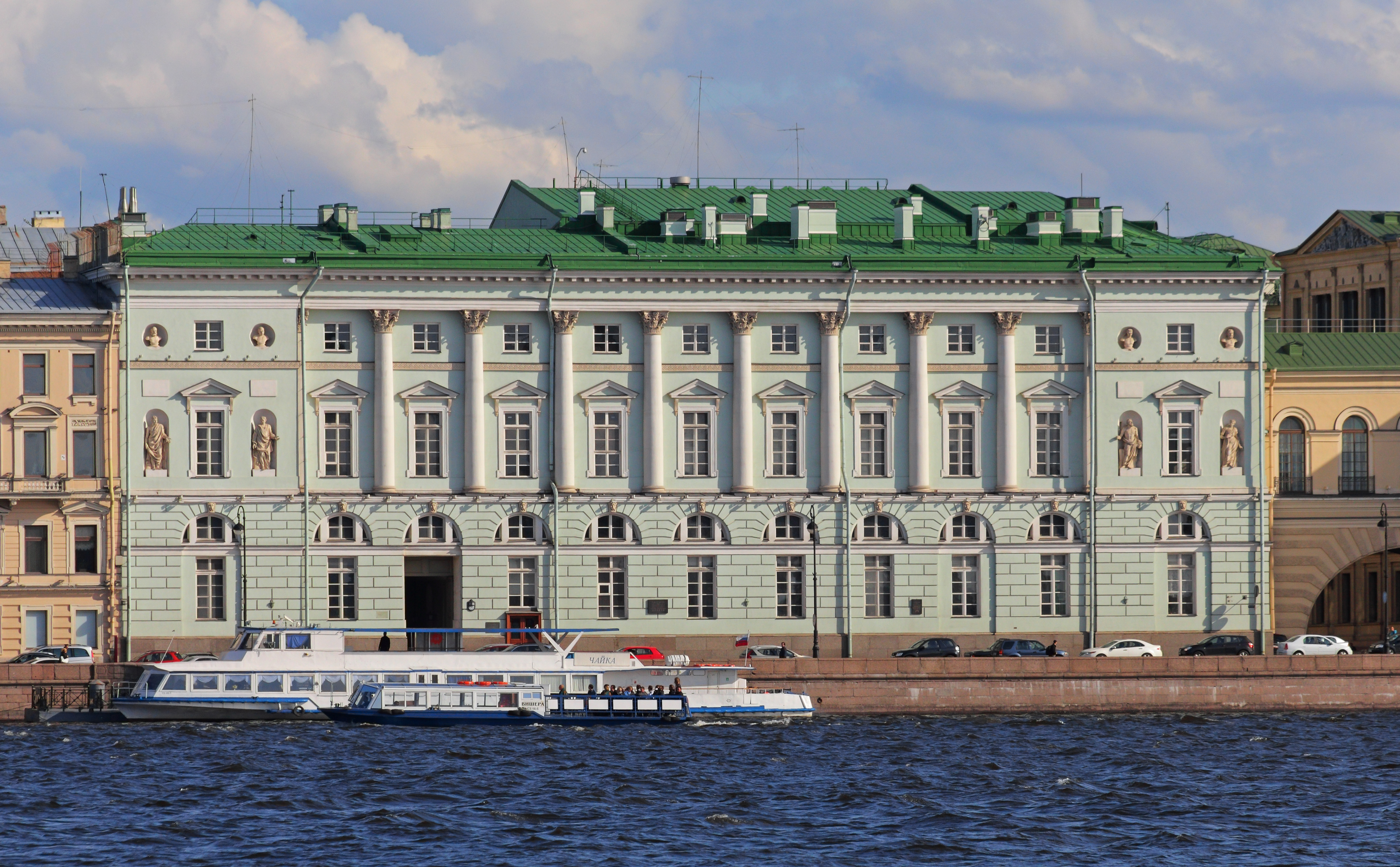
Het Hemitagetheater aan de Paleiskaai langs de rivier de Neva

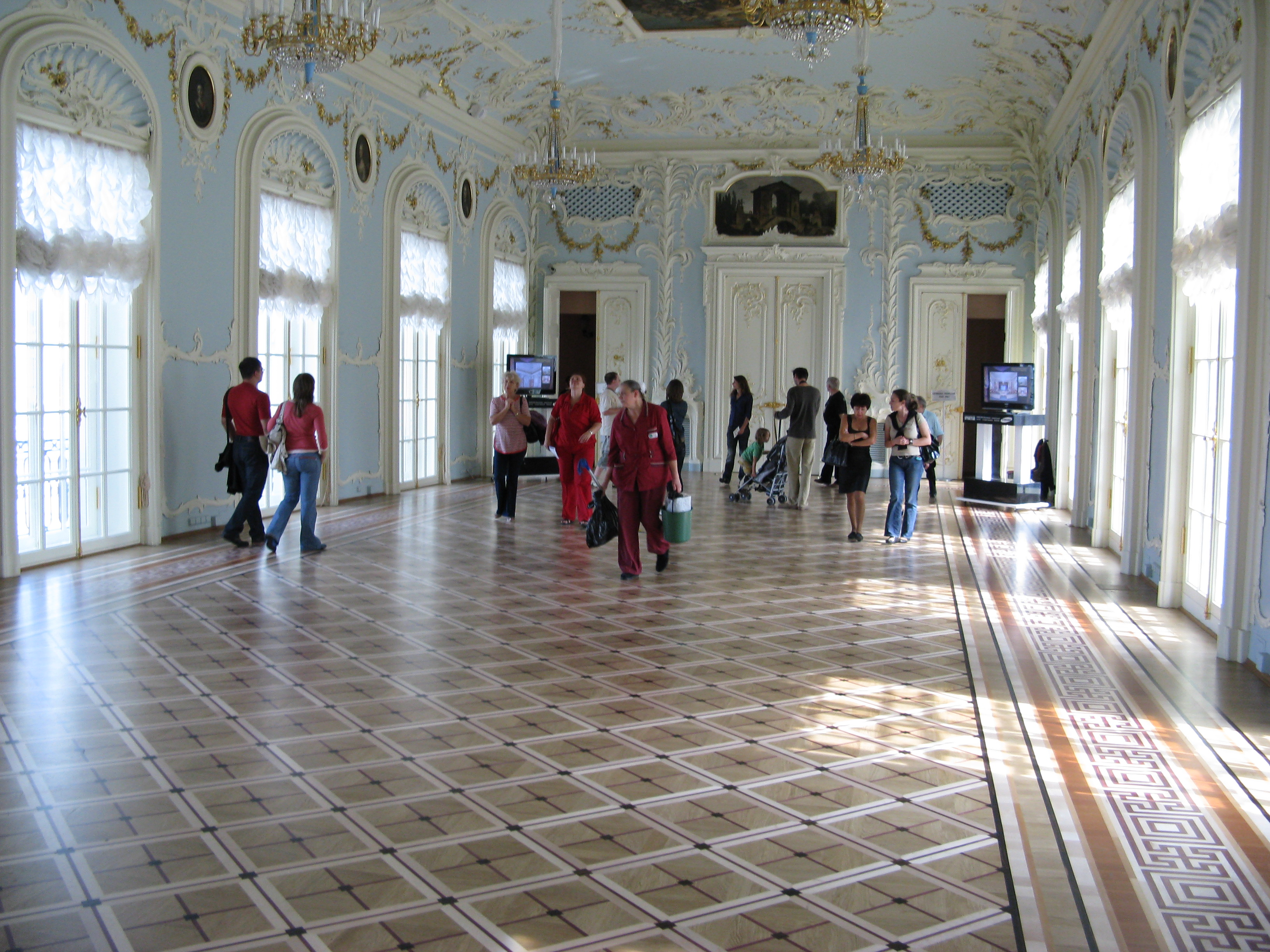
De vestibule

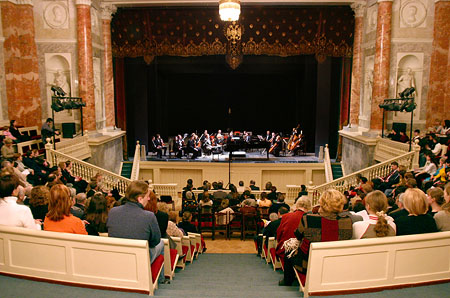
Een voorstelling in het theater

Het Hermitagetheater (Russisch: Эрмитажный театр), voluit het Keizerlijk Hermitagetheater, is een 18e-eeuws theatergebouw in de Russische stad Sint-Petersburg. Het theater ligt aan de Paleiskaai langs de rivier de Neva en is het oostelijkst gelegen van de vijf gebouwen die samen het Hermitagecomplex vormen. Naast het theater loopt een overdekte brug, de Hermitagebrug, over het Winterkanaal naar de Oude Hermitage.
Het halfronde auditorium van het kleine theater is versierd met gekleurd marmer en omgeven met 10 nissen waarin standbeelden van Apollo en de negen muzen staan. De oorspronkelijke trekkenwand is bewaard gebleven, maar de rijk versierde decors van de Italiaan Pietro Gonzaga zijn verloren gegaan tijdens het Sovjettijdperk.

## Geschiedenis
Het theater werd gebouwd in de periode 1783-1787 in opdracht van tsarina Catharina de Grote, naar een palladianisch ontwerp van de Italiaan Giacomo Quarenghi gebaseerd op Palladio's Teatro Olimpico. Het oorspronkelijke Winterpaleis, gebouwd in opdracht van Peter de Grote, werd afgebroken om plaats te maken voor het theater, hoewel de funderingen van het paleis nog steeds zichtbaar zijn op de begane grond. De ceremoniële opening van het theater vond plaats op 22 november 1785. Een gravure van Quarenghi's ontwerp voor het theater werd in 1787 gedrukt en uitgegeven, wat hem in heel Europa bekend maakte.
De voorstellingen werden speciaal voor de tsarina of tsaar gegeven, vergezeld door de keizerlijke familie en het keizerlijke hof. Anderen mochten alleen op keizerlijke uitnodiging een voorstelling bijwonen. Een aparte loge was gereserveerd voor architect Quarenghi en zijn gezin.
Het Hermitagetheater diende als privévermaak voor Catharina de Grote, die een reeks komedies naar Rusland liet komen om speciaal in het Hermitagetheater op te laten voeren. Catharina liet er ook toneelstukken en libretto's opvoeren die ze zelf geschreven had, waaronder libretto's van Domenico Cimarosa's opera's. Kostuums werden gekozen uit de kleding (zo'n 15.000 jurken) die tsarina Elisabeth had nagelaten.
In het theater traden de ballerina's Mathilde Ksjesinska en Anna Pavlova en de operazanger Fjodor Sjaljapin op voor tsaar Nicolaas II. Het ballet Les Millions d'Arlequin van Marius Petipa werd hier in 1900 voor het eerst opgevoerd.
Na de Russische Revolutie werd het theater gesloten en onder meer als kantoor gebruikt. In 1991 werd het theater weer in gebruik genomen voor voorstellingen. Pianist Svjatoslav Richter, cellist Mstislav Rostropovitsj en mezzosoprano Jelena Obraztsova hebben er opgetreden.